# Narudhoo
Narudhoo is een van de bewoonde eilanden van het Shaviyani-atol behorende tot de Maldiven.

## Demografie
Narudhoo telt (stand september 2006) 234 vrouwen en 246 mannen.